# Westwerk

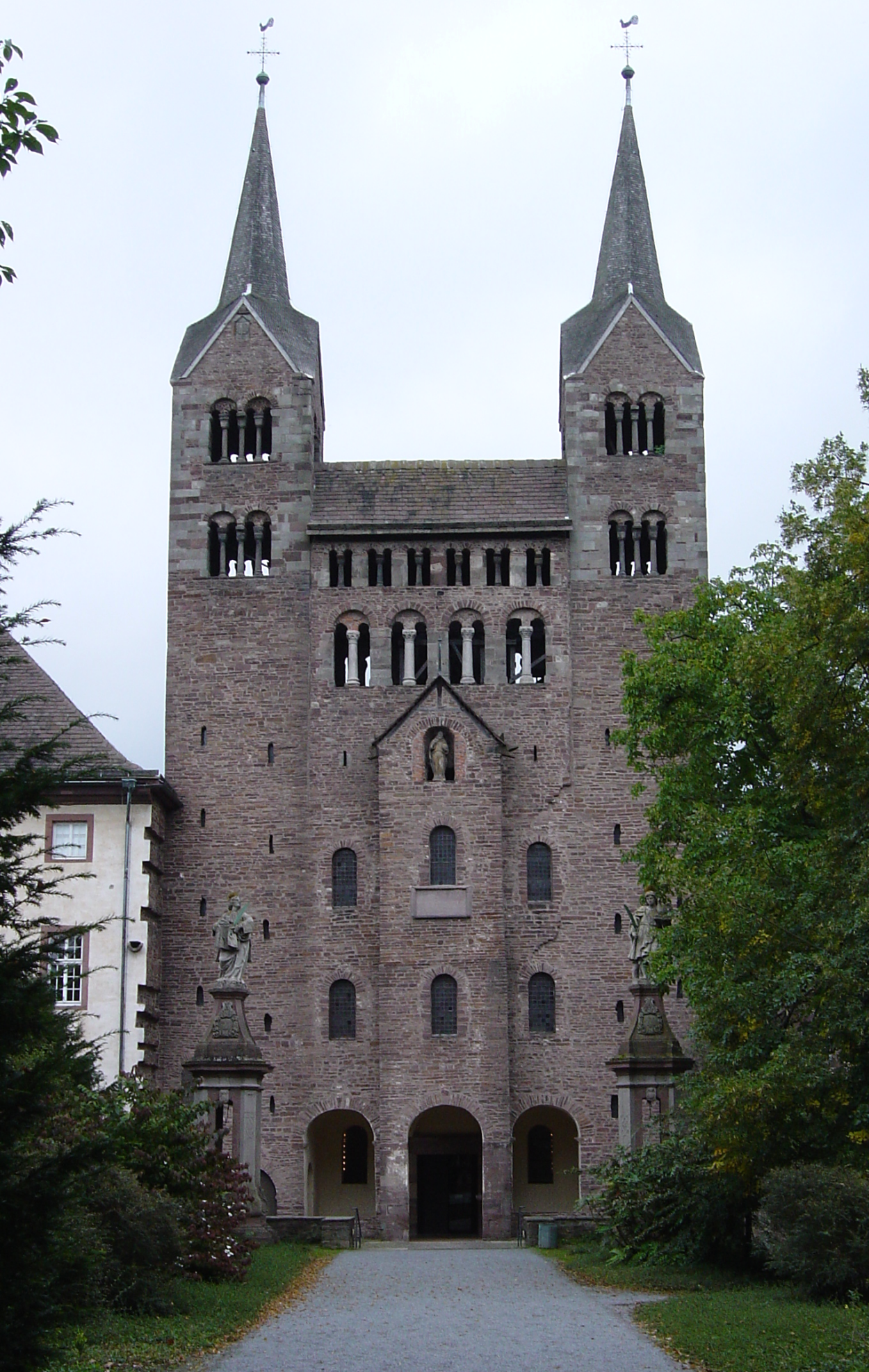
Westwerk da igreja da Abadia de Corvey (Alemanha, século IX)).

Westwerk (alemão para obra ocidental) é a seção monumental localizada na fachada ocidental de certas igrejas medievais. Esse elemento arquitetônico teve sua origem na arquitetura carolíngia (século IX), persistiu na arquitetura otoniana (século X) e influenciou a arquitetura religiosa românica, especialmente na Alemanha, a partir do século XI.
O Westwerk é o corpo com transepto, coro e ábside, na fachada ocidental da basílica de três naves e perpendicular às mesmas. Externamente, os lados ocidental e oriental das basílicas são iguais, mas no interior, o Westwerk é uma construção elevada sobre o pavimento térreo, formando um recinto quadrado fechado em três lados, por galerias, com o quarto lado aberto em arcada para a nave central. Essa característica pretendia representar a fusão dos poderes terreno e religioso na pessoa do imperador e era o local reservado de onde o imperador assistia às missas.